# Захарьино (Волоколамский район)
Захарьино — деревня в Волоколамском районе Московской области России. Входит в состав сельского поселения Ярополецкое. Население — 2 чел. (2016).

## География
Деревня Захарьино расположена на реке Ятвинке примерно в 9 км к северо-западу от центра города Волоколамска. Ближайшие населённые пункты — деревни Михайловское, Спасс-Помазкино, Тимонино и Калеево. В деревне две улицы — Заречная и Набережная.

## Население
| 1852 | 1859 | 1926 | 2002 | 2006 | 2010 | 2013 |
| ---- | ---- | ---- | ---- | ---- | ---- | ---- |
| 35   | ↗37  | ↗138 | ↘0   | →0   | →0   | ↗2   |
| 2014 | 2015 | 2016 |      |      |      |      |
| →2   | →2   | →2   |      |      |      |      |

## История
В «Списке населённых мест» 1862 года Захарьино (Захарьево, Забегаево) — владельческая деревня 2-го стана Волоколамского уезда Московской губернии по левую сторону Старицко-Зубцовского тракта от города Волоколамска до села Ярополча, в 8 верстах от уездного города, при реке Ламе, с 6 дворами и 37 жителями (19 мужчин, 18 женщин).
По данным на 1890 год входило в состав Яропольской волости Волоколамского уезда, число душ мужского пола составляло 36 человек.
В 1913 году — 24 двора.
По материалам Всесоюзной переписи населения 1926 года — центр Захарьинского сельсовета, проживало 138 человек (60 мужчин, 78 женщин), насчитывалось 26 крестьянских хозяйств.
С 1929 года — населённый пункт в составе Волоколамского района Московского округа Московской области. Постановлением ЦИК и СНК от 23 июля 1930 года округа как административно-территориальные единицы были ликвидированы.
В 1930 году Захарьинский сельсовет был упразднён, его территория передана Михайловскому сельсовету бывшей Тимашевской волости.
1930—1954 гг. — деревня Михайловского сельсовета Волоколамского района.
1954—1960 гг. — деревня Львовского сельсовета Волоколамского района.
1960—1963 гг. — деревня Ильинского-Ярополецкого сельсовета (Львовский сельсовет переименован в Ильинский-Ярополецкий).
1963—1965 гг. — деревня Ильинского-Ярополецкого сельсовета Волоколамского укрупнённого сельского района.
1965—1968 гг. — деревня Ильинского-Ярополецкого сельсовета Волоколамского района.
1968—1988 гг. — деревня Волоколамского сельсовета Волоколамского района.
23 июня 1988 года решением Мособлисполкома № 921 деревня была ликвидирована и снята с учёта.
28 октября 1998 года решением Московской областной думы № 5/32 деревня восстановлена и передана в Волоколамский сельский округ. Постановлением Правительства Российской Федерации от 25 января 1999 года вновь образованной деревне присвоено наименование Захарьино.
1998—2006 гг. — деревня Волоколамского сельского округа Волоколамского района.
С 2006 года — деревня сельского поселения Ярополецкое Волоколамского муниципального района Московской области.